# Eddy Root
Eddy Root (12 de març de 1880 - 1 de maig de 1976) fou un ciclista estatunidenc, professional des del 1904 fins al 1916. Va destacar en les curses de sis dies on va aconseguir vuit victòries.

## Palmarès
- 1904
  - 1r als Sis dies de Nova York (amb Oliver Dorlon)
- 1905
  - 1r als Sis dies de Nova York (amb Joe Fogler)
- 1906
  - 1r als Sis dies de Nova York (amb Joe Fogler)
- 1909
  - 1r als Sis dies d'Atlanta (amb Joe Fogler)
  - 1r als Sis dies d'Atlantic City (amb Paddy Hehir)
- 1910
  - 1r als Sis dies de Nova York (amb Jim Moran)
- 1912
  - 1r als Sis dies de Brussel·les (amb Alfred Hill)
  - 1r als Sis dies de Toronto (amb Paddy Hehir)